# Бронепоезд «Литер В»
Бронепоезд «Литер В» — второй бронепоезд народного ополчения, построенный в Киеве и принимавший участие в обороне города в ходе Великой Отечественной войны.

## Строительство, формирование экипажа
23 июля 1941 года на собрании отрядов народного ополчения Дарницкого железнодорозжного узла был поднят вопрос о постройке импровизированного бронепоезда силами Дарницкого паровозо-вагоноремонтного завода. На следующий день было получено разрешение и начаты работы по строительству с помощью Дарницкого паровозного депо. Так как к тому моменту полным ходом шла эвакуация станков и оборудования, то работы выполнялись буквально вручную. 24 августа бронепоезд вошёл в строй.
Экипаж набирался из добровольцев-железнодорожников, многие из них оказались мобилизованы по линии НКПС. То есть часть экипажа де-юре оставалась гражданскими лицами. Соответственно потери среди таких бойцов не отображались в армейских документах о безвозвратных потерях. К таким относится Л. В. Василевский, бывший на должности командира бронепоезда «Литер Б» и погибший в 1942 году. В целом в обслугу бронепоезда вошло 57 человек.

## Служба
Вечером 23 августа немцы захватили плацдарм на левом берегу Днепра напротив местачка Горностайполь. Поэтому киевские бронепоезда получают задание действовать на ветке Киев — Кобыжча и не давать противнику расширять захваченный участок. «Литер В» вышел на своё первое боевое задание. При этом одна из бронеплощадок с артиллерийским орудием всё ещё строилась на заводе. На 74-м километре пути бронепоезд вёл огневой бой с лёгкой бронетехникой противника. Враг отошёл, повреждений и потерь у бронепоезда не было. В последующие дни он продолжает действовать на нежинском направлении.
К 14 сентября 1941 года танковые клинья немцев образовали киевский котёл. Более того пехотные части противника рассекали район окружения на отдельные очаги. В этой ситуации 29-й армейский корпус вермахта начал 16 сентября 1941 года второй штурм КиУР. В эти дни бронепоезд «Литер В» ремонтировал повреждения, полученные в боях, а затем сопровождал и прикрывал специальную группу, которая по приказу командования разрушала железнодорожный путь от села Дымерка и до Киева. А 15 — 16 сентября он уже находился у станций Березань и Переяславское на линии Киев — Полтава..
18 сентября войска 37-й армии по приказу командования начинают отход из Киева. В день оставления Киева советскими войсками, 19 сентября, «Литер В» вернулся к киевскому пригороду Бортничи. Бронепоезда, оставшиеся в Киеве, включая и бронепоезд «Литер В», проследовав 20 сентября через Борисполь, пошли на прорыв на восток вместе с основными силами 37-й армии. Ожесточённые бои шли за Барышевку, мост через реку Трубеж, Березань. 22 сентября повреждённый бронепоезд «Литер В» был захвачен противником восточнее ж/д станции Березань на 69-м километре ж/д от Киева.
Экипажи, собрав личное оружие, организованно отошли на юго-запад в болота в пойме реки Трубеж. Там в болотах, по воспоминаниям начальника штаба бронепоезда «Литер А» Арефьева К. А., группа соединилась со сводным отрядом под руководством командующего 37-й армии Власова А. А. 2 октября под командой Власова киевские железнодорожники двинулись на прорыв на восток.

## Устройство бронепоезда
В составе бронепоезда были бронированный (частично) паровоз серии Ов, две бронеплощадки, построенных на основе 50-тонных четырёхосных угольных полувагонов, четыре контрольных платформы и один вагон-склад.
Защита наиболее важных узлов осуществлялась бронелистами толщиной 22 мм и 26 мм, а остальных частей — 16-мм броней. Вооружение: две 76-мм артиллерийских пушки Лендера образца 1914/15 годов и не менее девяти пулемётов (7,62-мм пулемёты Максима и 7,62-мм пулемёты ДТ).
Бронепоезду были приданы взвод сапёров, отделение связи, взвод дорожников-путейцев, санитарное отделение, группа разведки.

## Командный и личный состав
- Командир: мастер электроцеха вагонного депо станции Киев-Пассажирский Богданов, Николай Павлович (переведён с бронепоезда «Литер А»)
- Начальник штаба: начальник клуба паровозного депо Романов, Николай Иванович
- Комиссар, а затем командир бронепоезда: бывший работник политотдела Киевского отделения ЮЗЖД Титков, Михаил Ильич
- Помощник командира по технической части: инженер паровозного депо Плисученко, Анатолий Андреевич
- Машинисты:
  - Власюк, Кирилл Иванович
  - Диденко, Николай Николаевич

Всё по